# Christian Habicht (Schauspieler)
Christian Habicht (* 24. Dezember 1952 in Bad Segeberg; † 15. Mai 2010 in Dresden) war ein deutscher Schauspieler.

## Leben
Habicht wirkte schon am Gymnasium Neue Oberschule in Braunschweig an zahlreichen Schultheateraufführungen mit. Er studierte von 1973 bis 1976 Schauspiel an der Westfälischen Schauspielschule Bochum. 1976 kam er unter Ernst Wendt an die Münchner Kammerspiele. Weitere Engagements hatte er Anfang der 1990er Jahre am Schauspielhaus Nürnberg, wo er unter anderem in der Spielzeit 1992/93 an der Seite von Patricia Litten und Jochen Kuhl den Hans Iver in Ernst Barlachs Drama Der arme Vetter spielte sowie am Landestheater Tübingen und am Volkstheater Rostock. In Rostock spielte er u. a. in Meinhard Zangers Inszenierungen von Troilus und Cressida von Shakespeare, Lauf doch nicht immer weg von Philip King und Leonce und Lena von Georg Büchner sowie in Alejandro Quintanas Inszenierungen Hundert Jahre Einsamkeit von Gabriel García Márquez und Donna Rosita bleibt ledig oder die Sprache der Blumen von Federico García Lorca. Gemeinsam mit der Regisseurin Andrea Moses adaptierte er »Die Sanfte« von Fjodor Michailowitsch Dostojewski für die Bühne. 2000 war er Ensemblemitglied des Faust-Projektes von Peter Stein, welches mit Bruno Ganz in der Rolle des Faust während der Expo 2000 in Hannover Premiere hatte. Im Jahr 2003 holte ihn Volker Metzler an das Theater Junge Generation in Dresden. Unter seiner Regie spielte er u. a. den Ingenieur Kleist in Heiner Müllers Zement und den Faust in Faust Episode 2 von Karsten Gundermann am Festspielhaus Hellerau.
Habicht übernahm gelegentlich auch Rollen in Film und Fernsehen. In der ARD-Telenovela Sophie – Braut wider Willen spielte er an der Seite von Yvonne Catterfeld den treuen und loyalen Diener Theodor. In der Märchenverfilmung Hänsel und Gretel (2006) spielte er einen Waldbauern. 2007 verkörperte er einen Arzt in Gute Zeiten, schlechte Zeiten.
Habicht verstarb während einer Probe zu der Inszenierung Nathans Kinder für ein Gastspiel zu den Mülheimer Theatertagen an einem Herzinfarkt. Er wurde in Dresden auf dem Neuen Annenfriedhof beigesetzt.

## Theaterstücke (Auswahl)
- Hundert Jahre Einsamkeit
- Die Sanfte
- Popcorn
- An der Arche um acht, Stück: Ulrich Hub
- Das Katzenhaus
- Nathans Kinder, Stück & Regie: Ulrich Hub
- Der Teufel mit den drei goldenen Haaren
- Hase Hasev
- Emilia Galotti, Regie: Dominik Günther
- Desaparecidos
- Die Kuh Rosmarie
- Der kleine Horrorladen
- Zement
- Faust Episode 2
- Glaube Liebe Hoffnung

## Filmografie (Auswahl)
- 1978: Der Alte – Der Pelikan
- 1994: Der König – Die zwölfte Nonne
- 1995: Alles außer Mord – Hals über Kopf
- 1995: Auf Achse
- 1996: Der König – Madonna
- 1997: Tanja – Und plötzlich bist du weg
- 2005: Familie Dr. Kleist – Wohngemeinschaften
- 2005–2006: Sophie – Braut wider Willen
- 2006: Hänsel und Gretel (Märchenfilm, TV)
- 2006: Anja & Anton – Der Ohrwurm
- 2006: SOKO Leipzig
- 2007: Gute Zeiten, schlechte Zeiten
- 2011: Betten-Seifert ist tot (Kurzfilm)
- 2011: Armadingen (Kurzfilm)